# Jiang Shuo
Jiang Shuo (chinês tradicional: 蔣朔, pinyin: Jiáng Shuò, Pequim, 1958) é uma escultora contemporânea chinesa.

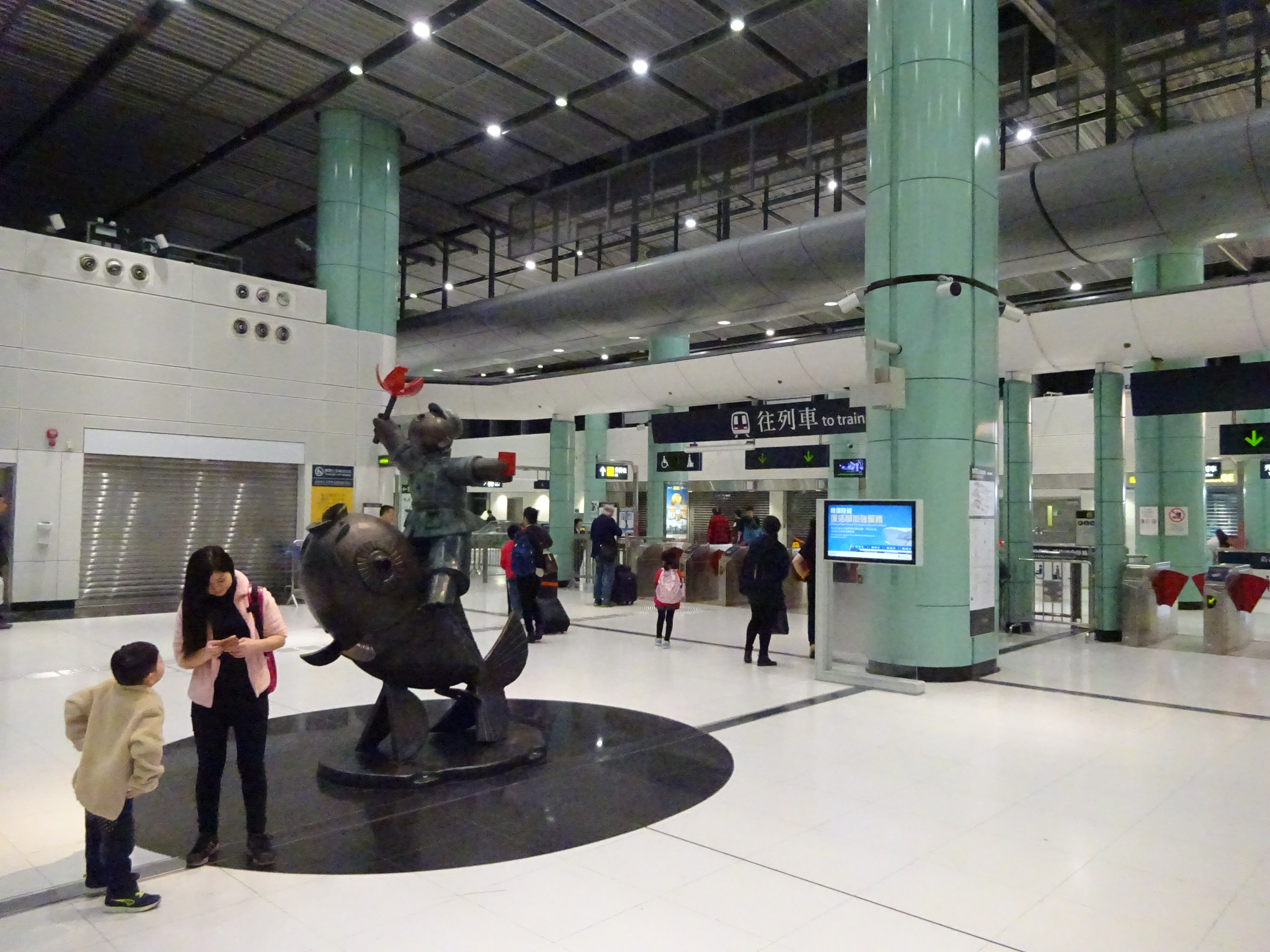
Cavaleiro de Bauhiniar, no Saguão de Embarque da Estação MTR Lok Ma Chau, em Hong Kong, em 2010.

## Biografia
Jiang Shuo nasceu em 1958 em Pequim, na China. Ela estudou escultura na Academia Central de Artes e Design, agora Academia de Belas Artes da Universidade Tsinghua, em Pequim, de 1978 a 1982, e foi uma das poucas mulheres a fazê-lo. Ela estudou com o escultor Professor Zheng Ke por três anos, tornando-se a primeira escultora na China a concluir um curso de pós-graduação. Jiang se tornou professora na escola de 1986 a 1989. Em 1989, ela imigrou para a Áustria com seu marido escultor, Wu Shaoxiang, e seu filho de três anos. Eles se estabeleceram em Klagenfurt, na Caríntia, onde estabeleceram um estúdio conjunto. Em 2006, ela montou um estúdio na capital Pequim. Devido à sua crescente popularidade, em 2012 foi inaugurado um estúdio em Berlim. Desde então, Jiang expôs amplamente suas esculturas ao redor do mundo, incluindo na Áustria, Indonésia, Cingapura e Suíça. Suas obras também são vendidas regularmente em galerias e leilões em Pequim, Hong Kong, Áustria e Nova York. Muitas de suas obras também estão incluídas em grandes coleções privadas e de museus. Atualmente, Jiang Shuo vive alternadamente com Wu Shaoxiang na Áustria, em Berlim e Pequim.

## Primeiros trabalhos
Os primeiros trabalhos em bronze de Jiang possuem uma qualidade folclórica. Ela obteve reconhecimento na China antes de partir para a Áustria em 1989. Essas esculturas sugerem memórias felizes da infância de crianças inocentes se divertindo no esporte, tocando música e retribuindo o abraço caloroso de suas mães – o que sugere os fortes valores familiares de Jiang.

## Trabalhos posteriores

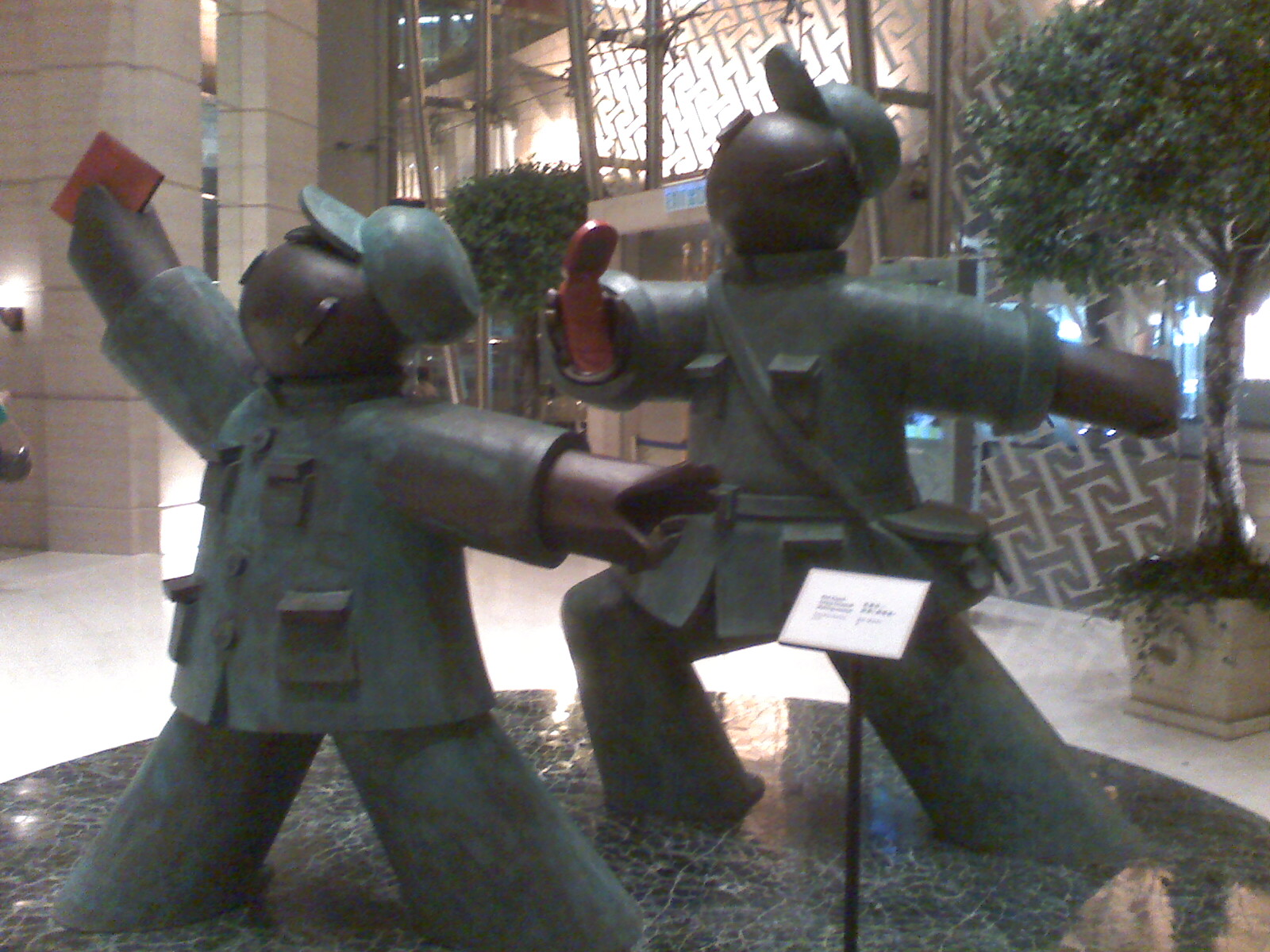
Guardas Vermelhos - Seguindo em Frente! Ganhando dinheiro!, uma escultura de 2004 de Jiang Shuo, exibida no saguão do Langham Place Hotel, em Hong Kong.

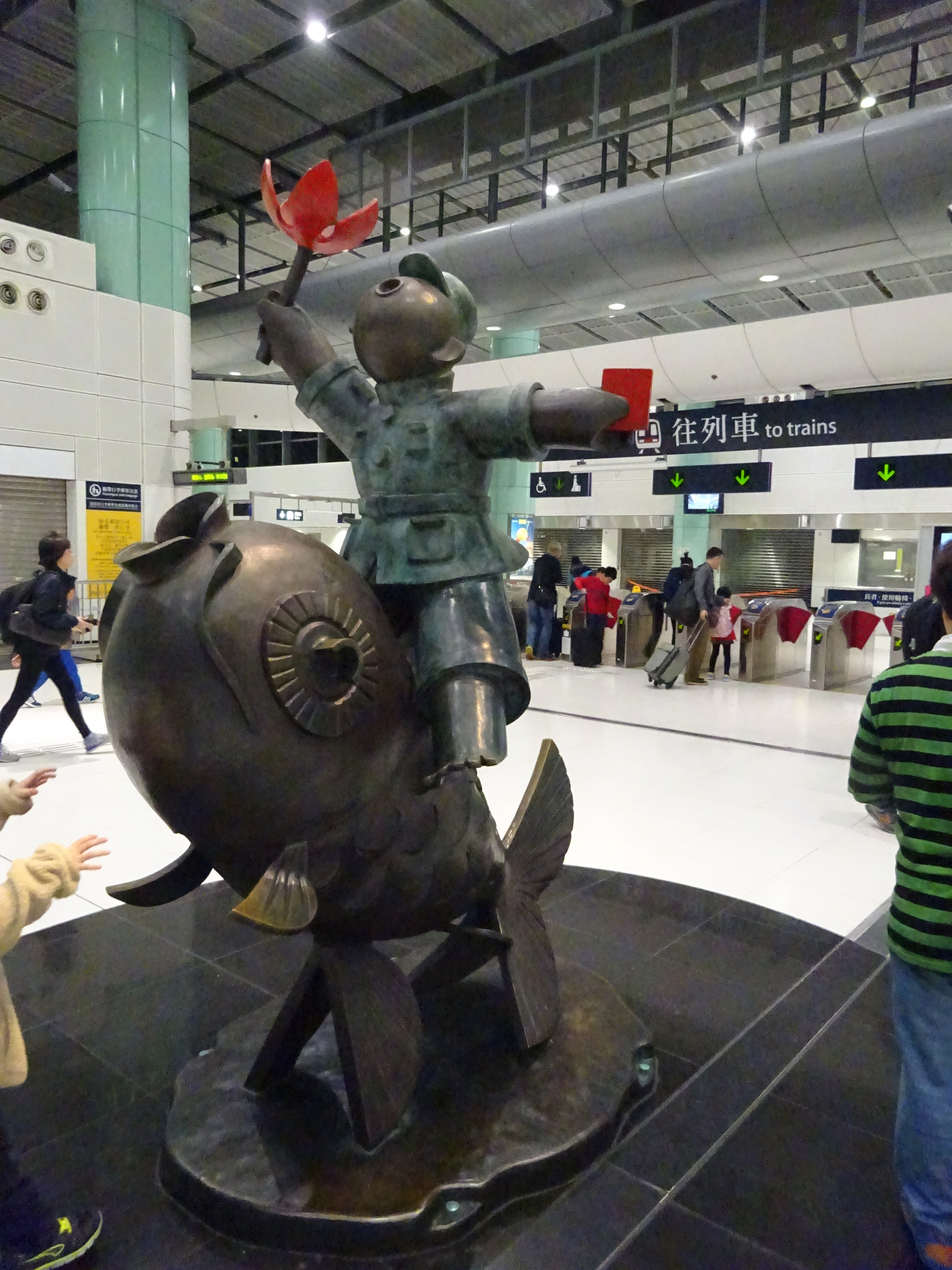
Cavaleiro de Bauhiniar, no Saguão de Embarque da Estação MTR Lok Ma Chau em Hong Kong, em 2010.

No entanto, Jiang ficou famosa com sua icônica série "Guarda Vermelha", iniciada em 2003. Esses guerreiros anônimos e de boca aberta, que vestem o uniforme da Guarda Vermelha, são moldados na antiga técnica da cera perdida. Eles carregam uma bandeira vermelha ou o Livro Vermelho e refletem tanto sua experiência pessoal como uma jovem Guarda Vermelha durante a Revolução Cultural quanto suas observações do exterior sobre a emergência da China como uma máquina capitalista.
Em 1993, depois da sua família ter obtido a cidadania austríaca, Jiang regressou à China e testemunhou em primeira mão as mudanças que estavam a ocorrer e a situação irónica que estava acontecendo; os Guardas Vermelhos, que anteriormente perseguiam os elementos "burgueses" da sociedade, tinham-se tornado agora nos empresários ou capitalistas bem-sucedidos que impulsionavam a economia florescente da China.
À medida que o trabalho de Jiang progredia, suas figuras da Guarda Vermelha, por exemplo, Cavaleiro das Nuvens - Vermelho Terracota (2008) e Corrida 2 (2006), começaram a posar ao lado de itens materiais que substituíram o Livro Vermelho. Agora eles cantavam karaokê, bebiam Coca-Cola, comiam no McDonald's e andavam em automóveis chamativos — tudo refletindo o estilo de vida de ricos empresários que buscavam uma vida repleta de luxo comercial.